# NGC 1046
NGC 1046 is een elliptisch sterrenstelsel in het sterrenbeeld Walvis. Het hemelobject werd op 7 november 1784 ontdekt door de Duits-Britse astronoom William Herschel.

## Synoniemen
- PGC 10185
- MCG 1-7-24
- ZWG 414.39
- NPM1G +08.0090